# Gisborne City
Gisborne City – nowozelandzki klub piłkarski z siedzibą w Gisborne.

## Osiągnięcia
- Mistrzostwo Nowej Zelandii (1): 1984;
- Zdobywca Chatham Cup (1): 1987;
- Zwycięzca Challenge Trophy (1): 1985[1].